# Learjet 25
Learjet 25 — двухдвигательный самолёт бизнес-класса производства американской фирмы Lear Jet Corporation («Learjet»).
Первый опытный экземпляр представлял собой модель Learjet 24 с удлинённым на 1,27 метра фюзеляжем. Рассчитан на перевозку восьми пассажиров, экипаж — два человека.

## Разработка

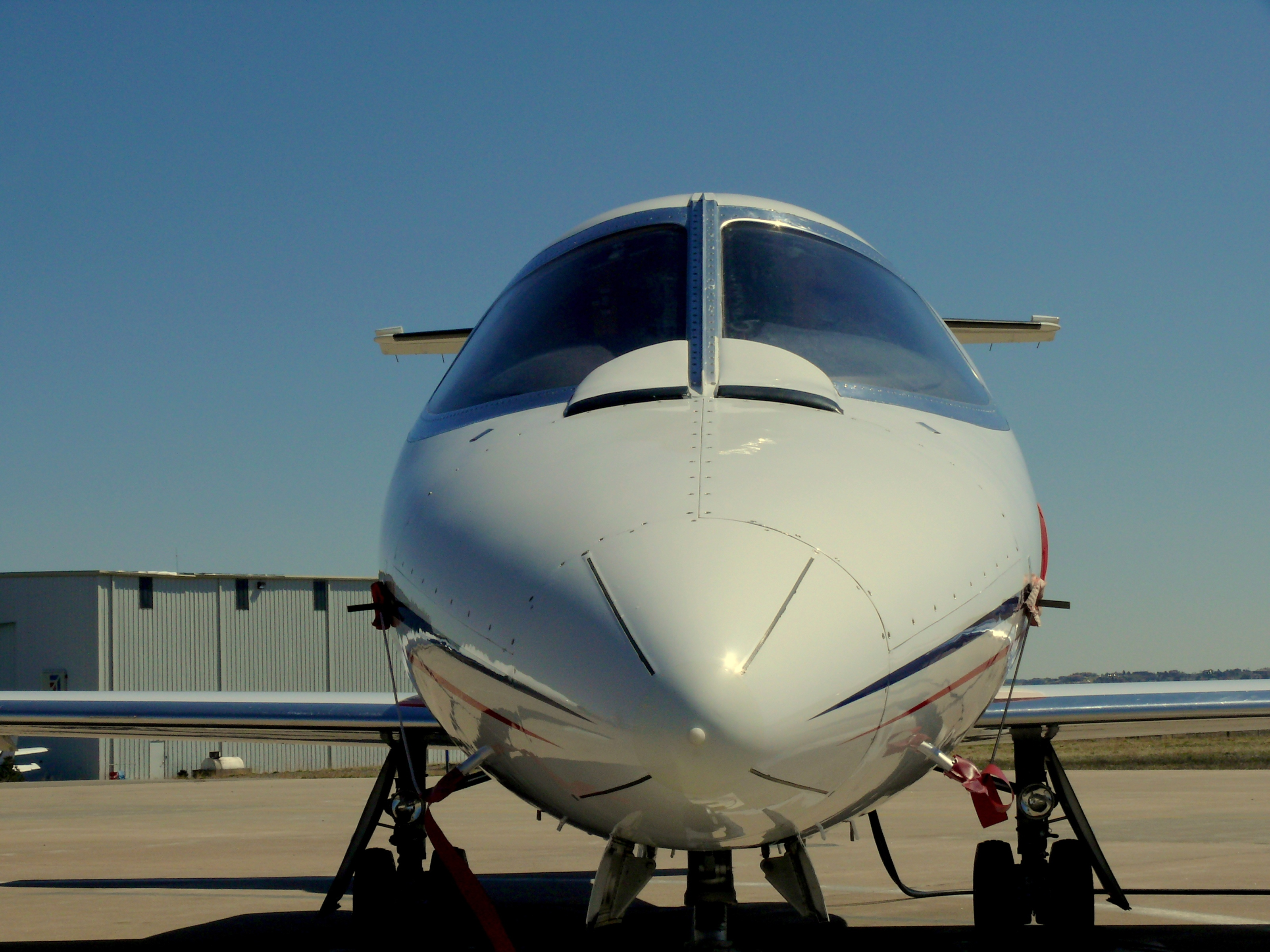
Learjet 25D санитарной авиации в аэропорту Сентенниал (штат Колорадо)

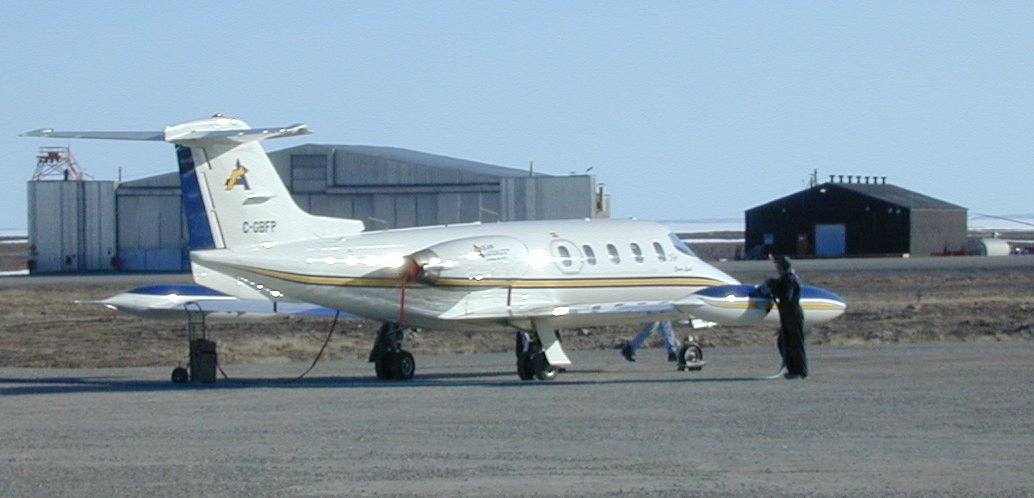
Learjet 25 (C-GBFP) авиакомпании Adlair Aviation в аэропорту Кембридж-Бей (Нунавут, Канада). Самолёт оборудован для работы в режиме санитарной авиации

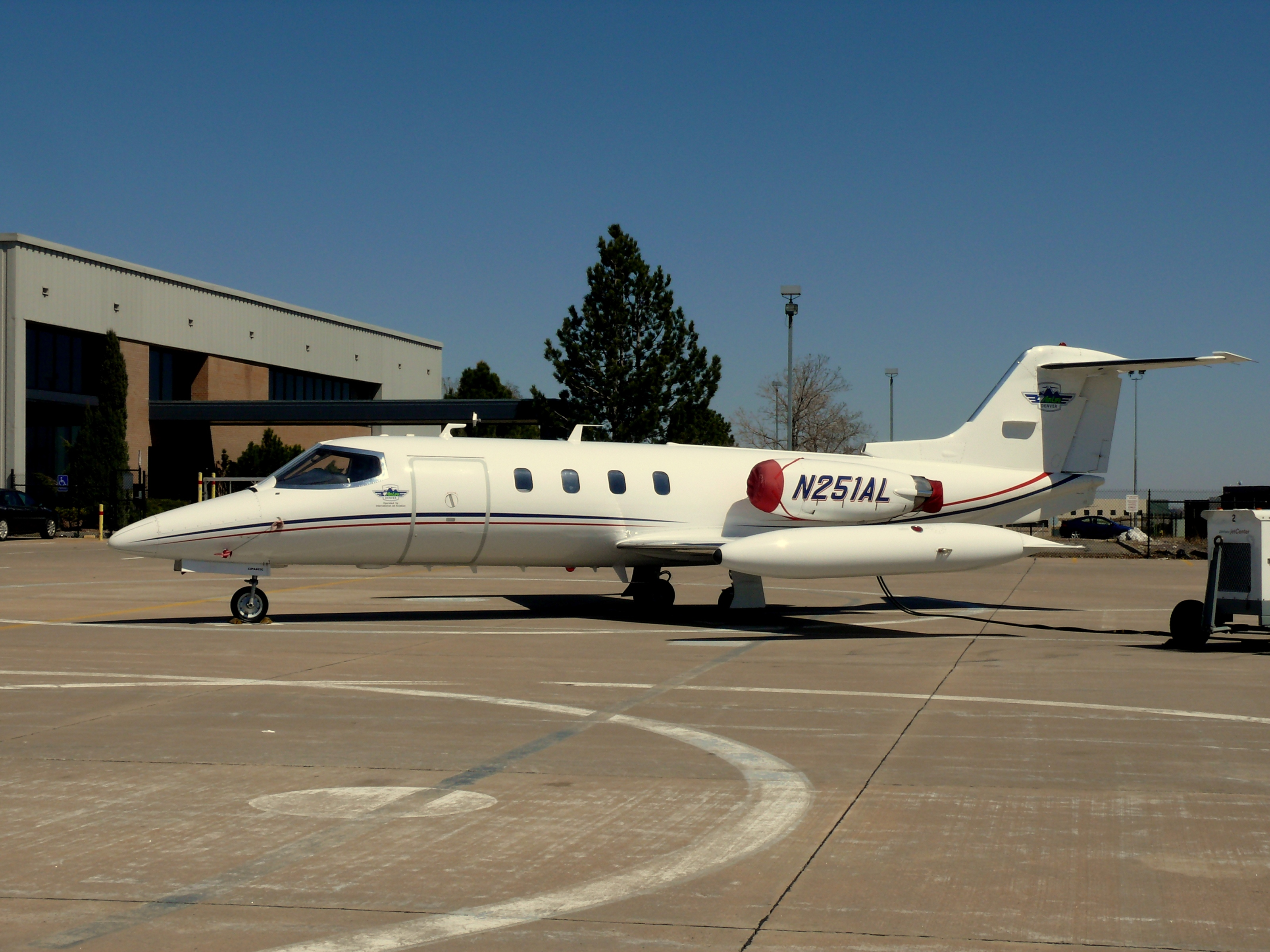
Learjet 25D

Опытный самолёт 25-й модели впервые поднялся в воздух 12 августа 1966 года, в серийное производство Learjet 25 запущен в ноябре следующего года .
Learjet 25 разрабатывался на базе предыдущей 24-й модели. Длина фюзеляжа была увеличена на 1,27 метра, что позволило разместить в салоне три дополнительных пассажирских места. В 1970 году выпущены две модификации — Learjet 25B и Learjet 25C (имевшую дополнительные топливные баки и, соответственно, увеличенную дальность полёта).
В 1976 году на Learjet 25 было установлено новое крыло с изогнутым профилем, выпускаемые в дальнейшем модели самолётов получили маркировки Learjet 25D и Learjet 25F.
Модификации Learjet 25, 25B и 25C оснащались двумя турбореактивными двигателями General Electric CJ610-6, позднее на все четыре модели (B, C, D и F) стали устанавливать усовершенствованные двигатели General Electric CJ610-8.

## Эксплуатация
Пассажирский салон Learjet 25 мог быть переоборудован в несколько различных конфигураций для перевозки пассажиров, грузов и бригад скорой медицинской помощи. Именно по причине простоты изменения конфигурации салона Learjet 25 в-основном использовался как самолёт санитарной авиации. Для этого в салоне убирались кресла правого ряда, в образовавшееся место устанавливались носилки, монтировались кислородные баллоны и оборудование для внутривенных капельниц.
Несмотря на высокую дозвуковую скорость полёта, благодаря хорошему профилю крыла и другим аэродинамическим характеристикам Learjet 25 мог приземляться на короткие взлётно-посадочные полосы и даже на гравийное покрытие. Именно это качество побудило Аристотеля Онасиса приобрести этот самолёт для посадки на коротких взлетных полосах греческих островов.
В 1974 году два самолёта Learjet 25B были приобретены Военно-воздушными силами Перу и оборудованы камерами аэрофотосъёмки, находившимися в нижней части фюзеляжей воздушных судов.

## Модели
Обозначение ИКАО для всех вариантов Learjet 25 — LJ25.

### Learjet 25A
Сертифицирован Федеральным управлением гражданской авиации США 10 октября 1967 года.

### Learjet 25B
Доработанная модель. Самолёт сертифицирован Федеральным управлением гражданской авиации США 4 сентября 1970 года.

### Learjet 25C
Установлены крыло с новым профилем, дополнительные топливные баки, увеличена дальность полёта. Сертифицирован Федеральным управлением гражданской авиации США 4 сентября 1970 года.

### Learjet 25D
Модель с увеличенной дальностью полёта.

### Learjet 26
Является неофициальным обозначением модели Learjet 25, оснащённой турбовентиляторными двигателями Garret AiResearch TFE731-2 для проведения ряда лётных испытаний. Первый усовершенствованный самолёт с регистрационным номерам N26GL поднялся в воздух 19 мая 1971 года. В дальнейшем конструкторские доработки модели были признаны успешными, что привело к появлению новой серии самолётов Learjet 35.

### Learjet 25G
Лайнер модификации 25G совершил первый полёт 23 сентября 1980 года. С 9 по 18 июня 1982 года самолёт выполнял ряд демонстрационных полётов, в результате которых были установлены рекордные показатели для Learjet по скорости движения на дальних дистанциях перелётов.

## Эксплуатанты

### Военные
Аргентина
 Боливия
- Военно-воздушные силы Боливии

 Эквадор
 Мексика
- Военно-морские силы Мексики

 Перу
- Военно-воздушные силы Перу

 США
- NASA

## Лётно-технические характеристики
Источник данных: 

Технические характеристики
- Экипаж: 2
- Пассажировместимость: 8
- Длина: 14,50 м
- Размах крыла: 10,84 м
- Высота: 3,73 м
- Площадь крыла: 21,53 м²
- Масса пустого: 3645 кг
- Максимальная взлётная масса: 6804 кг
- Силовая установка: 2 × General Electric CJ610-6
- Тяга: 2 × 13,10 кН

Лётные характеристики
- Крейсерская скорость: 859 км/ч (0,81 М)
- Скорость сваливания: 169 км/ч
- Практическая дальность: 2853 км (полная загрузка)
- Практический потолок: 13 715 м
- Скороподъёмность: 30,7 м/с